# Gianluigi Stanga
Gianluigi Stanga (Bergamo, 28 november 1949) is een Italiaans ploegleider. Hij was een succesvol amateurwielrenner.
Tussen 1979 en 1982 werkte hij voor de Griekse wielerbond. Vanaf 1983 is hij als ploegleider actief in het professionele wielrennen. Hij leidde ploegen als Team Polti, Domina Vacanze en van 2006 tot 2007 bij het Italiaans-Duitse Team Milram.
Vele succesvolle wielrenners, waaronder Jörg Jaksche en Axel Merckx begonnen hun loopbaan bij Team Polti onder Stanga's leiding. Andere renners die Stanga in zijn ploegen had waren onder andere Francesco Moser, Gianbattista Baronchelli, Laurent Fignon, Gianni Bugno, Tony Rominger, Mauro Gianetti, Davide Rebellin en Richard Virenque.
In de dopingaffaire van 2007 werd Stanga door Jörg Jaksche beschuldigd van actieve betrokkenheid bij de verstrekking van doping. Het gevolg hiervan was dat zijn huidige werkgever, Team Milram, Stanga niet inzette in de Ronde van Frankrijk 2007.
Aan het eind van het wielerseizoen 2007 stapte Stanga ook op bij Team Milram en werd opgevolgd door Gerrie van Gerwen.